# شركة بولارويد
بولارويد هي شركة أمريكية مرخصة للعلامة التجارية ومسوقة لمحفظتها من الإلكترونيات الاستهلاكية للشركات التي توزع الإلكترونيات الاستهلاكية والنظارات . تشتهر بصناعة الأفلام والكاميرات الفورية من بولارويد التي لاقت رواجًا واسعًا في التسعينيات. في عام 2000 استحوذ المستثمر البولندي أوسكار سموكوفسكي على شركتها الأم. تأسست الشركة في عام 1937 من قبل ادوين لاند، استغل استخدام بوليمر الاستقطاب Polaroid .  :3 أدار لاند الشركة حتى عام 1981. بلغت ذروة توظيفها 21000 في عام 1978، وبلغت ذروة إيراداتها 3 مليارات دولار في عام 1991. 

## فقاعة بولارويد
عندما تم إعلان إفلاس شركة بولارويد الأصلية في عام 2001 كفقاعة اقتصادية، تم بيع علامتها التجارية وأصولها. ونتيجة لذلك، تم تشكيل بولارويد «الجديدة» نتيجة لذلك، أعلنت إفلاسها في عام 2008 مما أدى إلى بيع إضافي وتشكيل شركة بولارويد الحالية. في مايو 2017 ، تم الاستحواذ على العلامة التجارية والملكية الفكرية لشركة بولارويد من قبل أكبر مساهم في مشروع، الذي بدأ في الأصل في عام 2008 من خلال إنتاج أفلام فورية جديدة لكاميرات بولارويد.  تم تغيير اسم المشروع المستحيل إلى Polaroid Originals في سبتمبر 2017.   ثم في مارس 2020 ، تمت إعادة تسمية Polaroid Originals إلى بولارويد فقط.

## نهوض الشركة

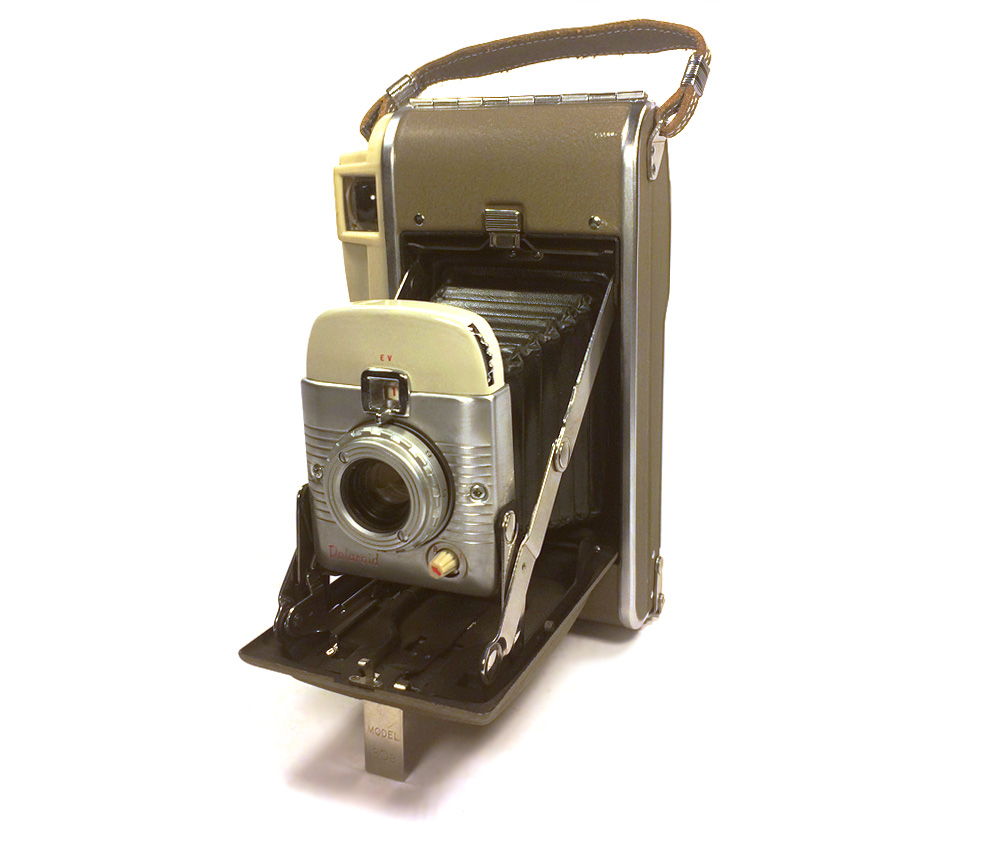
كاميرا بولارويد 80B هايلاندر الفورية مصنوعة في الولايات المتحدة الأمريكية ، حوالي عام 1959

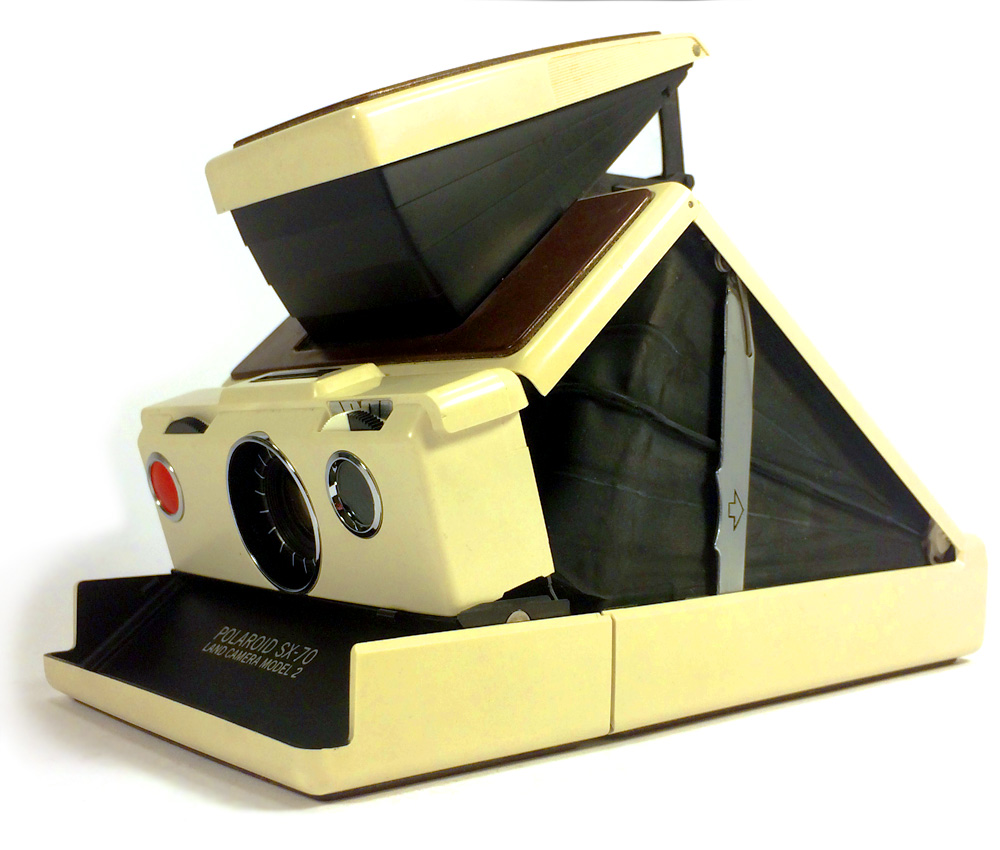
كاميرا فورية طراز Polaroid SX-70 Land Camera 2 مصنوعة في الولايات المتحدة الأمريكية في الفترة من 1972 إلى 1974

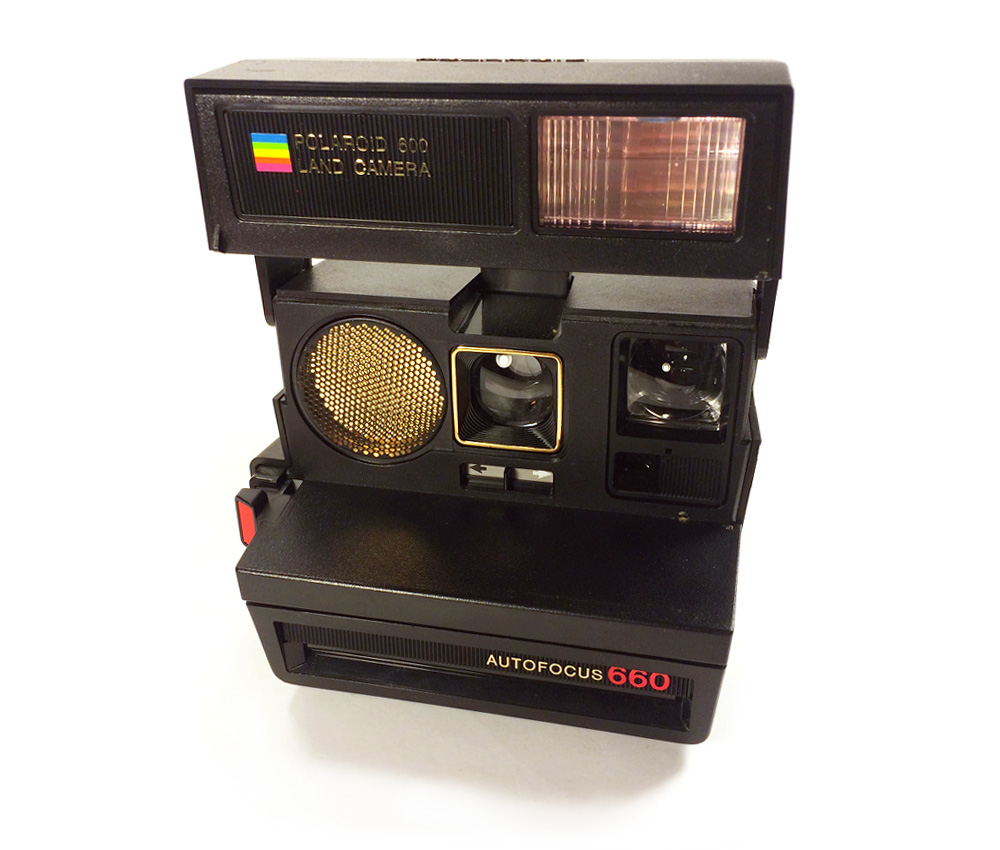
كاميرا فورية بولارويد صن أوتوفوكس 660 ، حوالي عام 1987

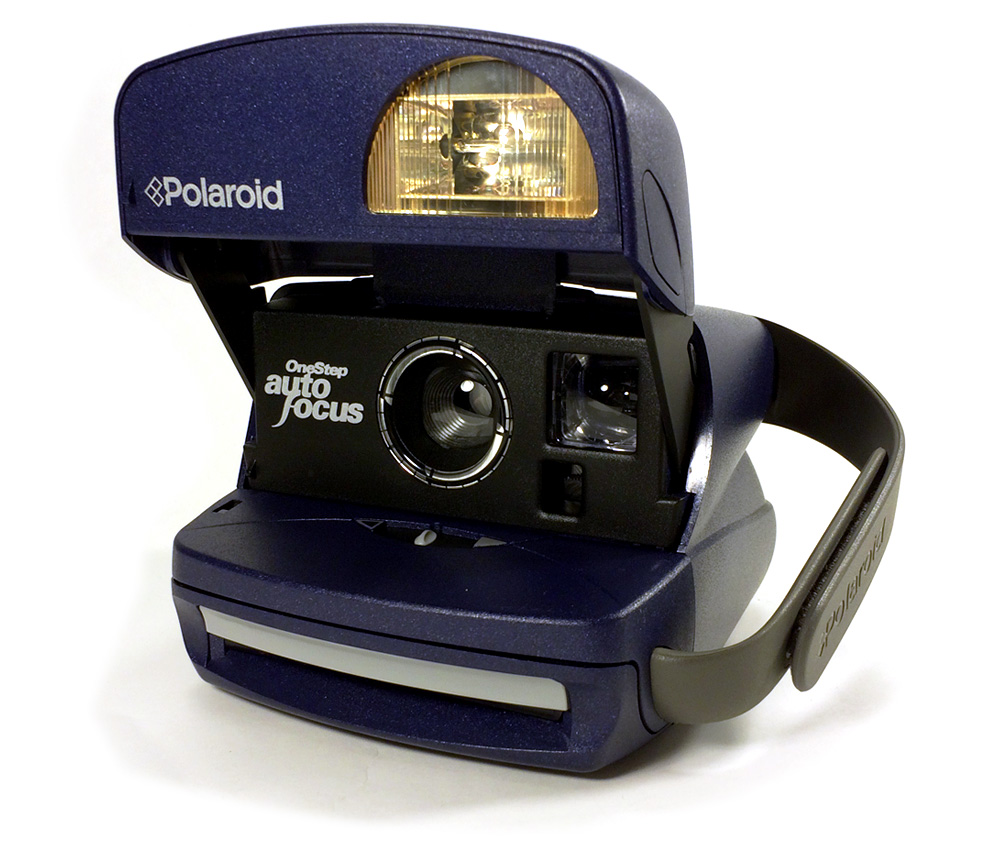
كاميرا فورية من بولارويد وان ستيب أوتوفوكس SE ، صنع في المملكة المتحدة حوالي عام 1997

### طابعات متنقلة
في صيف 2008 ، أصدرت شركة بولارويد طابعة بوجو وهي طابعة صور فورية تنتج مطبوعات 2 × 3 بوصات (51 مم × 76 مم). وهي تستخدم تقنية زنك بمعنى ( نسبة صفر من الحبر) التي تشبه التسامي للصبغة ولكنها تحتوي على بلورات الصبغة مضمنة في ورق الصور نفسه. يوجد موديلات CZA-10011B و CZA-20011B (التي تدعي بولارويد أنها متطابقة).
في عام 2009، تم إصدار CZA-05300B PoGo ، وهي كاميرا رقمية بدقة 5 ميجابكسل مدمجة مع طابعة Zink. 
في عام 2011 أصدرت الشركة الطابعة المحمولة بولارويد GL10 الفورية التي تنتج مطبوعات 3 في 4 بوصة.  تتيح الطابعة التي صممتها بولارويد و ليدي قاقا، للأشخاص الطباعة مباشرة من هاتف محمول أو كاميرا رقمية. هذا المنتج هو المنتج الأول في خط الملصق الجديد بولارويد واللون الرمادي .

### التصوير الرقمى
أصدرت بولارويد مجموعة من الكاميرات بدون طابعات بما في ذلك t1035 ، وهي كاميرا رقمية 10-megapixel.  في يناير 2012 ، أعلنت شركة بولارويد عن «كاميرا ذكية» جديدة، بعنوان الكاميرا الذكية Polaroid SC1630، والتي تعمل بواسطة نظام اندرويد . إن SC1630 عبارة عن مزيج من كاميرا ومشغل وسائط محمول ، يتيح للمستخدمين التقاط الصور بكاميرا مدمجة عالية الدقة بدقة 16 ميجابكسل، وتنزيل التطبيقات من جوجل بلاي، والتحقق من بريدهم الإلكتروني، وتصفح الويب. تسمح الكاميرا المدمجة بالتكبير البصري 3X. وتشمل الميزات الأخرى في مشغل الوسائط واي فاي وشاشة تعمل باللمس ووضع العلامات الجغرافية والألبومات الذكية و 32   غيغابايت من الذاكرة عبر بطاقة micro SD . 